# Теорема Шотткі
У комплексному аналізі теорема Шотткі — один із класичних результатів так званої геометричної теорії функцій комплексної змінної, яка пов'язана з теоремами Блоха, Блоха — Ландау, Ландау і може використовуватися зокрема для доведення малої і великої теорем Пікара.

## Твердження теореми
Нехай функція {\displaystyle f(z)} є голоморфною у крузі {\displaystyle |z|<1} і не рівною в ньому {\displaystyle 0} і {\displaystyle 1}. Тоді справедливою є нерівність {\displaystyle |f(z)|<\Omega [f(0),r]}, де функція {\displaystyle \Omega } залежить тільки від {\displaystyle f(0)} і {\displaystyle r=|z|} і, відповідно, не залежить від конкретної функції. 

## Доведення
Доведення має багато спільного з доведенням теореми Ландау і тут використовуються ті ж позначення.
Розглянемо функцію {\displaystyle f(z)}, голоморфну всередині круга {\displaystyle |z|<1}, що не є рівною в цьому крузі 0 і 1.
Введемо допоміжну функцію
{\displaystyle F(z)=\ln \left({\sqrt {{\frac {\ln f(z)}{2\pi i}}-{\frac {\ln f(z)}{2\pi }}-1}}\right)}.
Навпаки отримаємо:
{\displaystyle f(z)=-e^{{\frac {\pi i}{2}}(e^{2F(z)}+e^{-2F(z)})}}.
Розглянемо також функцію
{\displaystyle \varphi (\xi )=-{\frac {F(z+(1-r)\xi )-F(z)}{(1-r)F'(z)}}=\xi +\ldots }
де {\displaystyle |z|=r}. 
Ця функція буде голоморфною функцією змінної {\displaystyle \xi } всередині круга {\displaystyle |\xi |<1}, і також {\displaystyle \varphi (0)=0,\;\varphi '(0)=1.}
Згідно теореми Блоха для цієї функції існує круг з центром в деякій точці площини радіуса {\displaystyle B_{1}}, що не залежить від конкретної функції, який повністю належить її області значень. Отже, для функції {\displaystyle F} існує круг з центром в деякій точці радіуса {\displaystyle B_{1}(1-r)|F'(z)|},
що належить області значень функції {\displaystyle F(z+(1-r)\xi )} при {\displaystyle |\xi |<1}, а тим більше значеннями {\displaystyle F(\xi )} при, {\displaystyle |\xi |<1}. Так як, з іншого боку,
функція {\displaystyle F(\xi )} при {\displaystyle |\xi |<1} не дорівнює числам множини {\displaystyle E}, в доведенні теореми Ландау то має місце нерівність {\displaystyle B_{1}(1-r)|F'(z)|<b}
де {\displaystyle b}, як і в доведенні теореми Ландау є абсолютною константою, більшою відстані будь-якої точки комплексної площини до множини точок {\displaystyle E}.
Останню нерівність перепишемо у вигляді
{\displaystyle |F'(z)|<{\frac {b}{B_{1}}}{\frac {1}{1-r}}}.
Ця нерівність виведена в припущенні {\displaystyle F'(z)\neq 0}, але в разі {\displaystyle F'(z)=0} вона є очевидною. Отже, нерівність справедливо для всіх {\displaystyle z,|z|=r<1.}.
Відзначимо очевидну тотожність
{\displaystyle F(z)=F(0)+\int _{0}^{z}F'(t)dt}.
Оскільки
{\displaystyle |F'(t)|<{\frac {b}{B_{1}}}{\frac {1}{1-|t|}}\leqslant {\frac {b}{B_{1}}}{\frac {1}{1-r}}} при {\displaystyle |t|\leqslant r=|z|}
то вважаючи за шлях інтегрування прямолінійний відрізок довжини {\displaystyle r}, що з'єднує
точки 0 і {\displaystyle z}, отримуємо з останньої тотожності нерівність
{\displaystyle |F(z)|<|F(0)|+{\frac {b}{B_{1}}}{\frac {1}{1-|t|}}}
Повертаючись до даної функції {\displaystyle f(z)}, пов'язаної з {\displaystyle F(z)} і користуючись останньою нерівністю, отримаємо:
{\displaystyle |f(z)|<L(F(0),r)},
або, помічаючи, що {\displaystyle F(0)} виражається через {\displaystyle f(0)}, остаточно знаходимо:
{\displaystyle |f(z)|<\Omega (f(0),r)}
де {\displaystyle \Omega } залежить тільки від {\displaystyle f(0)} і {\displaystyle r=|z|}.

## Узагальнення і уточнення
Утвердженні теореми не вказано точного виду функції у правій стороні нерівності. Після доведення теореми було дано кілька різних варіантів обмежень, зокрема Ларс Альфорс довів таку нерівність
{\displaystyle \log |f(z)|\leq {\frac {1+|z|}{1-|z|}}(7+\max(0,\log |f(0)|))}.
Існують узагальнення теореми для функцій у колі довільного радіуса, що не є рівними деякій скінченній множині комплексний чисел (при цьому мають також виконуватися умови теореми Ландау).